# Akad
Akad (sumer. Agade; heb. אכד ’Akkad) je ime drevnoga grada i pokrajine u sjevernoj Mezopotamiji, između gradova Sipar i Kiš, u današnjem Iraku, vjerojatno oko 50 km jugozapadno od središta Bagdada.
Na vrhuncu svoje moći bio je između 24. i 22. stoljeća pr. Kr. Ugledu Akada zasigurno je pridonio kralj Sargon Akađanin (23. st. pr. Kr.), kojemu je bio prijestolnica, kao i njegovim nasljednicima sve do u 22. st. pr. Kr. i uspona Babilonije.

## Povijesni izvori
Sumerski tekst iz 3. tisućljeća, poznat kao Akadsko prokletstvo, donosi legendu o uništenju grada. Akad se povremeno spominje i u kasnijoj mezopotamskoj književnosti. Ime mu je ostalo živjeti u službenom nazivu Babilonije, kao »Zemlja Sumera i Akada«, te u nazivu za akadski jezik, što je običaj još iz babilonskog doba, kad su se tako nazivale semitske inačice sumerskih tekstova.
Sam grad do danas nije pronađen.

## U Bibliji
Akad se spominje u biblijskom izvještaju u Knjizi Postanka, gdje se navodi kao jedan od Nimrudovih gradova (usp. Post 10,10).